# Drogenmündigkeit
Drogenmündigkeit ist ein begriffliches Konzept im Bereich der Drogenpolitik. Benutzt wurde der Begriff unter anderem von Gundula Barsch, Mitglied der ehemaligen Drogen- und Suchtkommission im Bundesgesundheitsministerium.

„Das Pendant zu Sucht und exzessivem Konsum ist nicht Abstinenz, sondern Drogenmündigkeit.“

Die vier Säulen eines mündigen, integrierten und autonom kontrollierten Umgangs mit Drogen sind nach Barsch:
- Risikomanagement
- Kritikfähigkeit
- Genussfähigkeit
- Drogenwissen

Der Begriff wird vor allem im deutschsprachigen Raum diskutiert. Im gesellschaftlichen Diskurs vieler anderer Länder, z. B. in den Vereinigten Staaten, spielen Überlegungen, die Risikokompetenz der Drogenkonsumenten zu fördern und Drogenkonsum auf diese Weise gesellschaftlich verträglich und akzeptabel zu machen, gegenwärtig (Stand 2009) kaum eine Rolle.